# Steganacarus travei
Steganacarus travei är en kvalsterart som beskrevs av Lions 1968. Steganacarus travei ingår i släktet Steganacarus och familjen Phthiracaridae. Inga underarter finns listade i Catalogue of Life.